# Masaguara
Masaguara est une municipalité du Honduras, située dans le département d'Intibucá.
Fondée en 1820, la municipalité de comprend 6 villages et 101 hameaux.

## Crédit d'auteurs
- (es) Cet article est partiellement ou en totalité issu de l’article de Wikipédia en espagnol intitulé « Masaguara » (voir la liste des auteurs).